# Hal Jordan
Hal Jordan (pełne nazwisko Harold „Hal” Jordan) – fikcyjna postać (superbohater), znana z serii komiksów wydawanych przez DC Comics. Autorami postaci byli scenarzysta John Broome i rysownik Gil Kane, którzy wprowadzili ją w komiksie Showcase vol. 1 #22 (październik 1959.). Powszechnie znany jako Green Lantern (pol. Zielona Latarnia), Hal Jordan jest następcą oryginalnego superbohatera posługującego się tym pseudonimem: Alana Scotta, który został stworzony w latach 40. XX wieku (dzisiaj ten okres w historii komiksu nazywa się Złotą Erą). Nowy Green Lantern różnił się od swojego pierwowzoru nie tylko nową ukrytą tożsamością, osobowością i genezą, ale przede wszystkim zupełnie nową koncepcją. Ówczesny redaktor naczelny DC Comics, Julius Schwartz, postanowił, by historia Green Lanterna została opowiedziana od nowa. Wyznaczeni przez niego twórcy za inspirację obrali postać z klasycznej space opery autorstwa amerykańskiego pisarza E.E. „Doca” Smitha pod tytułem Lensman. Był to wyraźny zwrot w kierunku tematyki science-fiction, który przyczynił się do odzyskania popularność przez tę postać komiksową. Wcześniej w podobny sposób zastąpiono oryginalnego Flasha, Jaya Garricka, nowym bohaterem o nazwisku Barry Allen.
Hal Jordan był pilotem doświadczalnym, który jako pierwszy człowiek został członkiem Green Lantern Corps (pol. Korpus Zielonej Latarni), elitarnej formacji stającej na straży pokoju w kosmosie. Wybrany przez kosmitę na swojego następcę, stał się posiadaczem Pierścienia Mocy. Pierścień jest projektorem zielonej energii, która może się materializować w dowolny twór, służący mu jako broń bądź narzędzie. Wygląd tworu ogranicza jedynie wyobraźnia użytkownika pierścienia. Hal był również członkiem założycielem Justice League of America (pol. Ligi Sprawiedliwych Ameryki). W publikacjach w latach 90. XX wieku przeistoczył się w złoczyńcę o nazwie Parallax. Wówczas jego miejsce zajął Kyle Rayner. Jakiś czas po swojej śmierci podczas próby ratowania świata, powrócił jako duch odkupienia – superbohater Spectre. W końcu znów stał się sobą w mini-serii Green Lantern: Rebirth z 2004 roku, odzyskując tym samym czołową pozycję wśród superbohaterów DC Comics.
Hal Jordan poza komiksem pojawiał się w filmie fabularnym oraz różnych serialach i filmach animowanych, a także grach komputerowych bazujących na komiksach o przygodach Zielonych Latarni. Aktor Ryan Reynolds wcielił się w rolę Hala Jordana w jedynej jak dotąd kinowej adaptacji jego przygód pod tytułem Green Lantern z 2011 roku. Był również głównym bohaterem serialu animowanego Zielona Latarnia (Green Lantern: The Animated Series), gdzie głosu użyczył mu Josh Keaton (w polskiej wersji językowej Jakub Szydłowski).
W zestawieniu 100 największych komiksowych bohaterów serwisu internetowego IGN Hal Jordan zajął 7. miejsce.